# Ноел Бале
Ноел Йожен Бале (на френски: Noël Eugéne Ballay) е френски флотски лекар, колониален администратор, изследовател на Африка.

## Биография
Роден е на 14 юли 1847 година във Фонтене сюр Йор, Франция. Завършва медицина и постъпва във Военноморския флот като корабен лекар. Докторската му дисертация засяга географски и медицински въпроси в басейна на река Огове и долното течение на Конго и ползите, които те предлагат за търговията.
През 1875 – 1878 и 1883 взема участие в експедициите на Пиер Саворнян дьо Браза. Самостоятелно през 1883 картира цялото течение на река Алима (десен приток на Конго), вливаща се на 1°40′ ю. ш. 16°45′ и. д. / 1.666667° ю. ш. 16.75° и. д..
През 1885 е представител на Франция на Берлинската конференция разглеждаща колониалните граници в Западна Африка между Франция и Германия. От 1886 до 1889 е заместник-губернатор на Габон.
През 1890 е представител на Франция на Брюкселската международна конференция за премахване на робството. От 1891 до 1900 е първи губернатор на Гвинея и работи главно за подобряване на санитарните условия в региона.
В началото на ХХ век Сенегал е опустошен от епидемия на жълта треска и доктор Бале е назначен на 1 ноември 1900 за генерал-губернатор на колонията. Предприема драстични мерки за потушаване на заразата, но скоро самият той се заразява от болестта и умира на 26 януари 1902 година в Сент Луис. Погребан е на 4 март същата година в Шартър.

## Памет
- Неговото име носи улица в Париж.